# Cuccaro Monferrato
Cuccaro Monferrato és un municipi situat al territori de la província d'Alessandria, a la regió del Piemont (Itàlia).
Cuccaro Monferrato limita amb els municipis de Camagna Monferrato, Fubine, Lu, Quargnento i Vignale Monferrato.

## Galeria

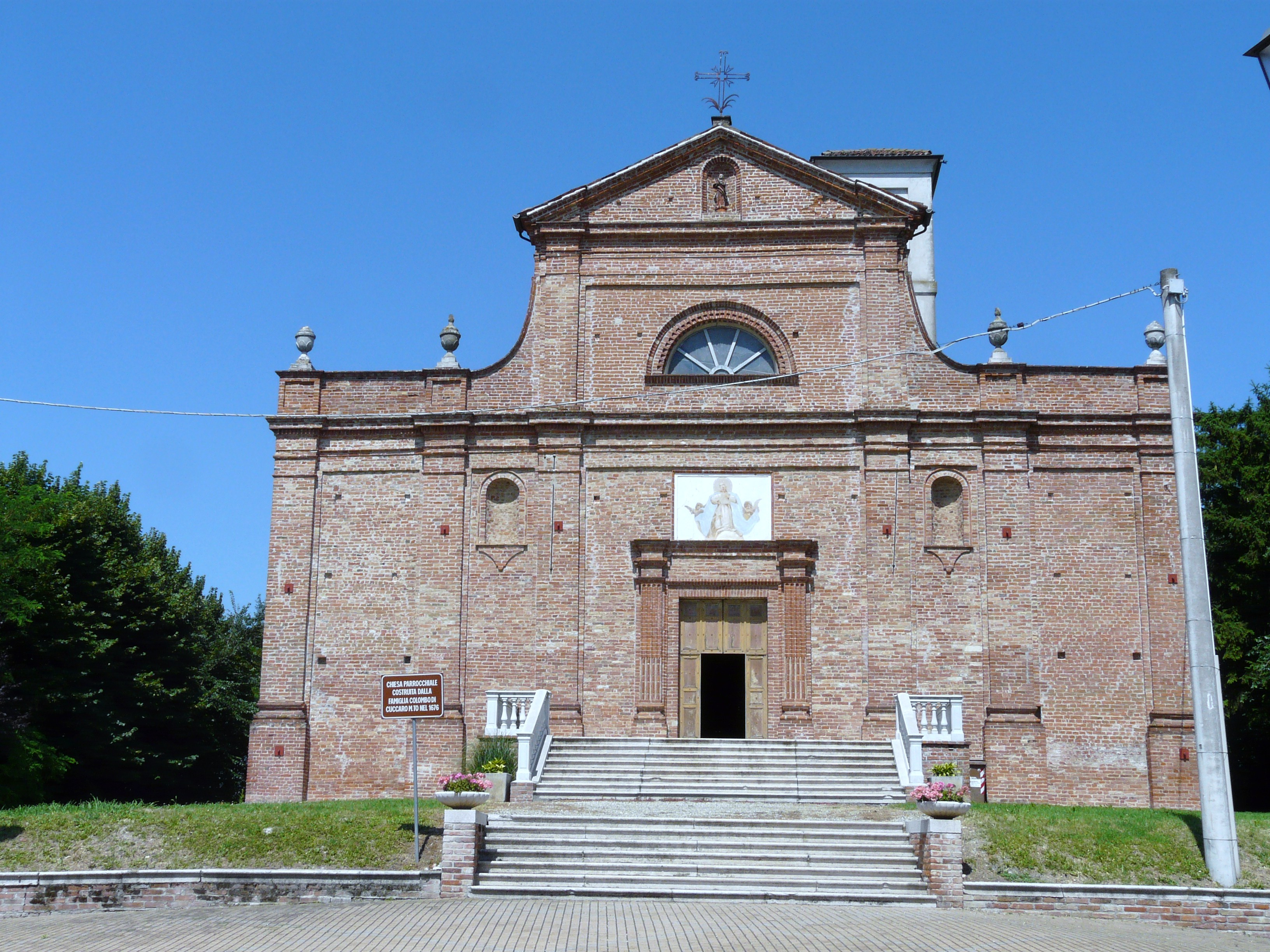
Església de la' Santissima Maria Assunta'
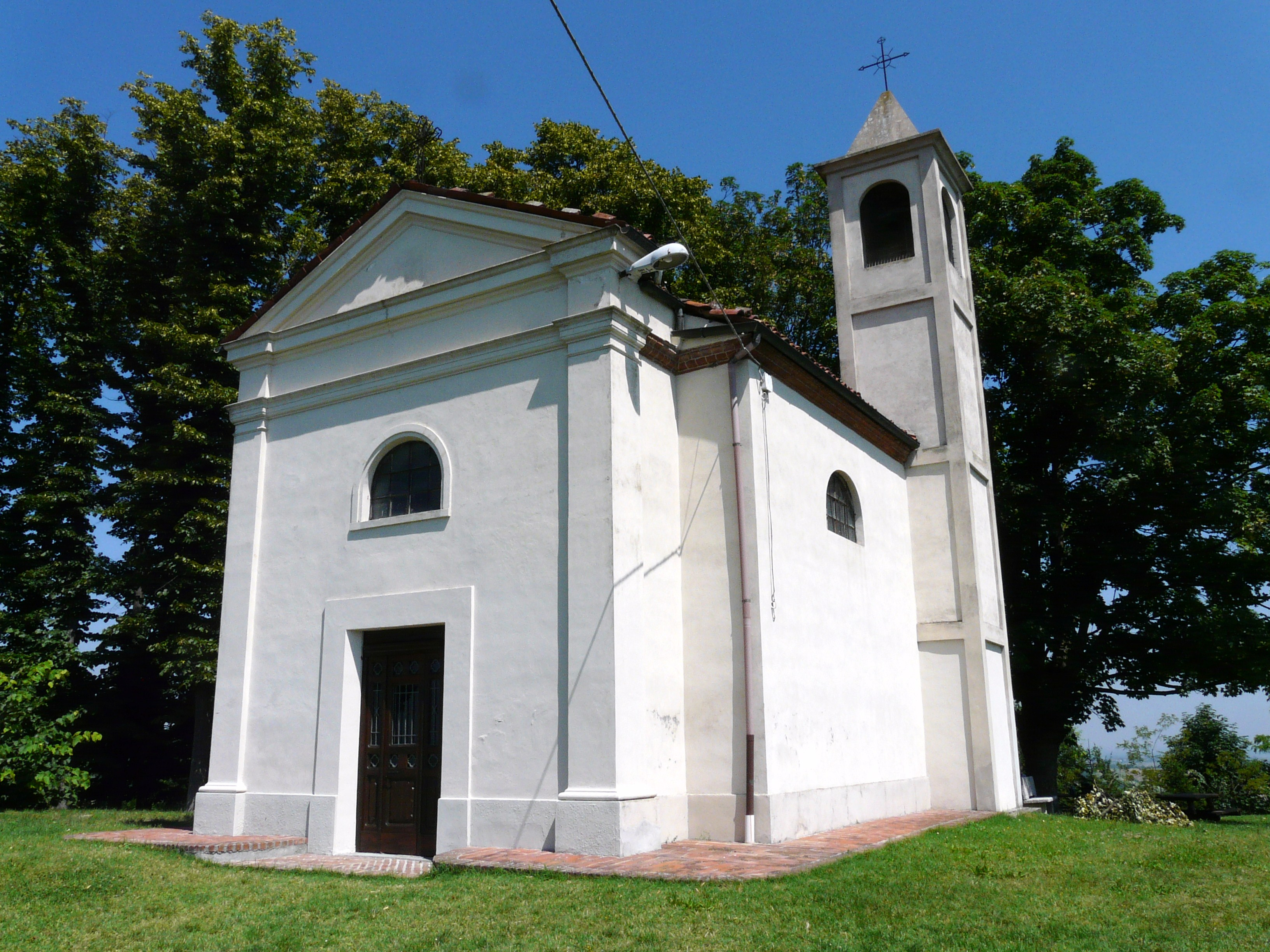
Església de la 'Madonna della Neve'
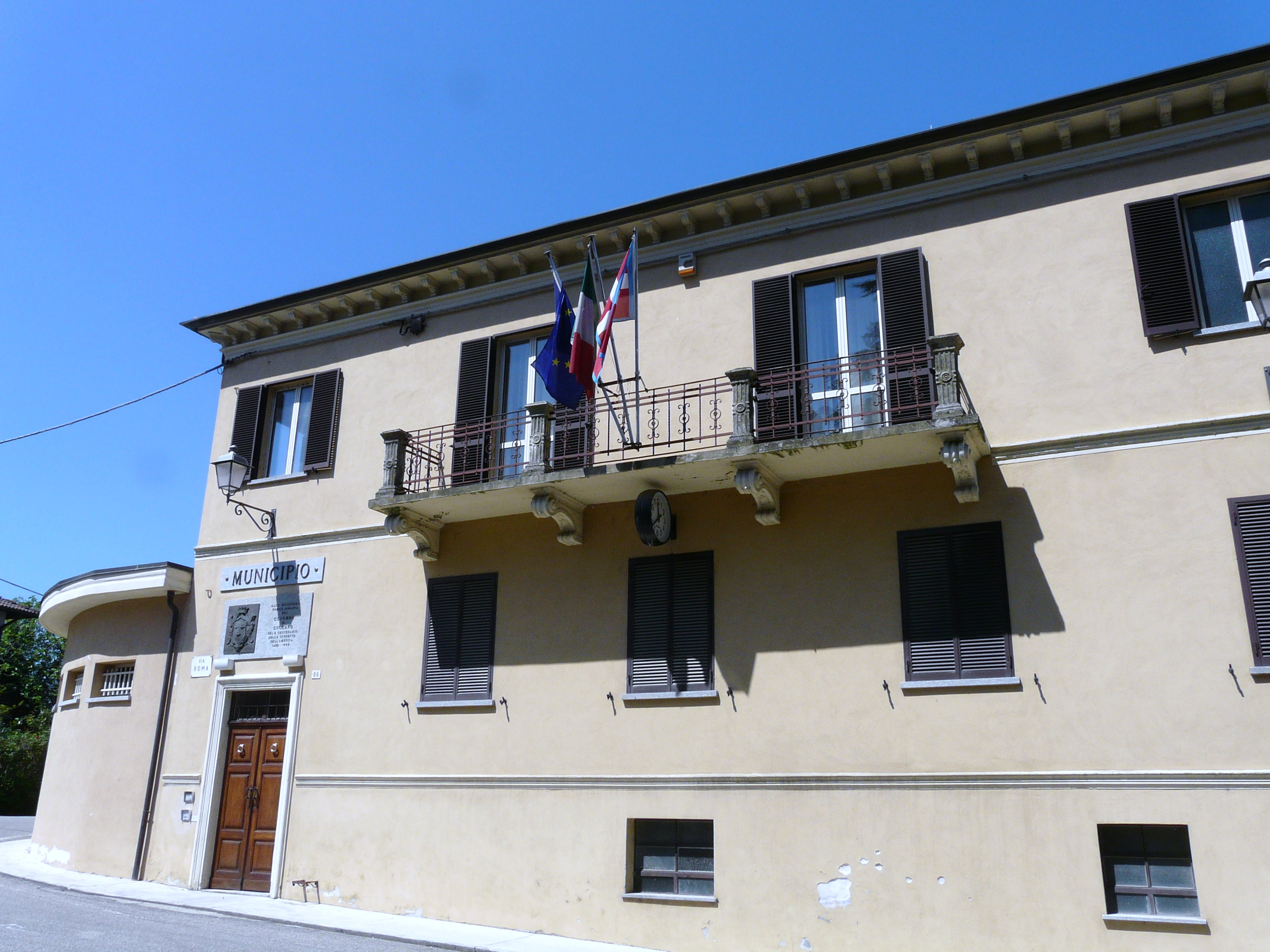
Ajuntament
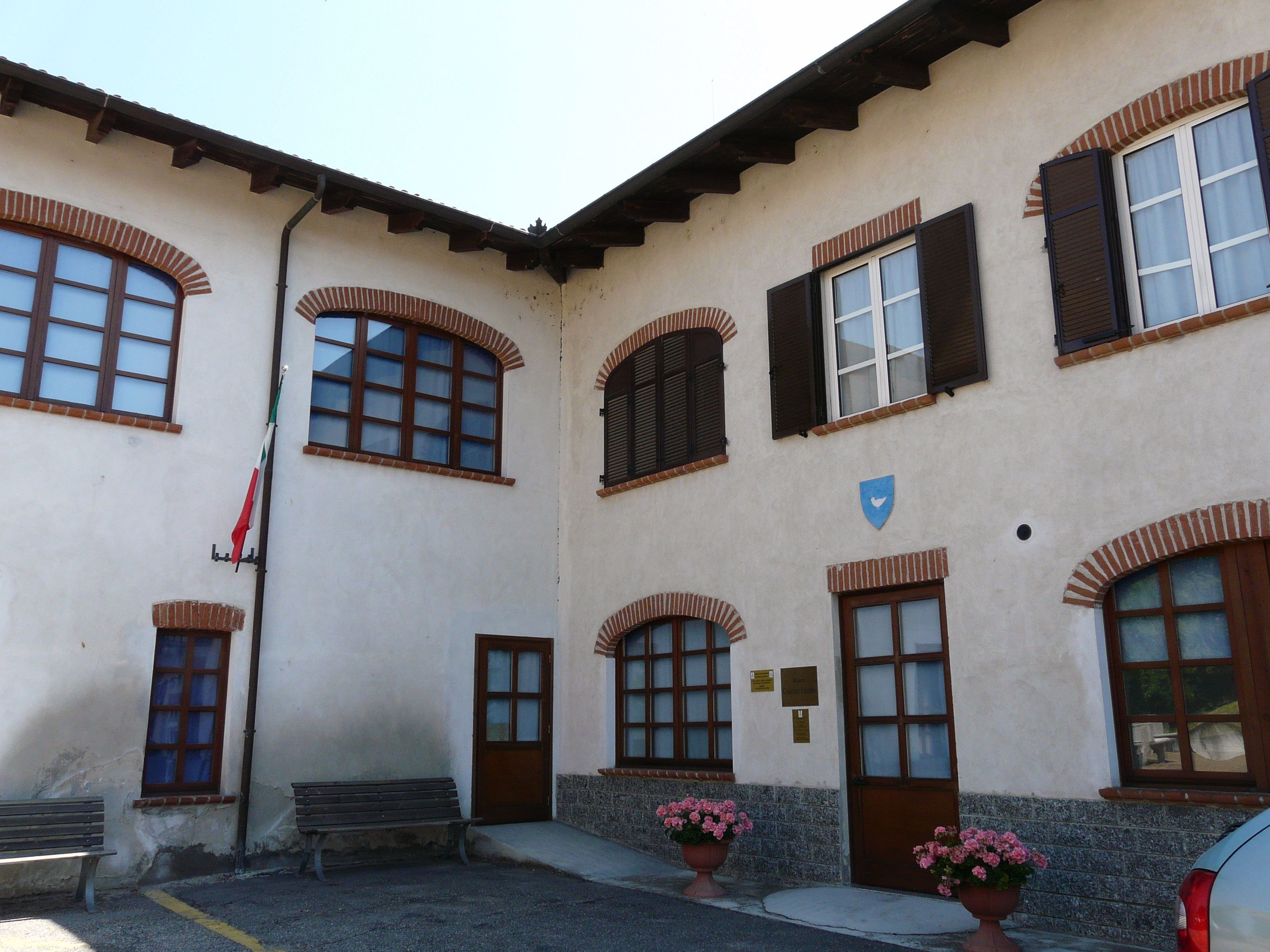
Museu 'Cristoforo Colombo'